# Isthmiaceae
Famille
Les Isthmiaceae sont une famille d'algues de l'embranchement des Bacillariophyta (Diatomées), de la classe des Mediophyceae et de l’ordre des Hemiaulales.

## Étymologie
Le nom de la famille vient du genre type Isthmia, dérivé de isthme par C. Agardh qui décrivit ainsi le genre en 1832:
« XV. Isthmia.
Frustilla obliqua, isthmis cohoerentia.
Ad hoc genus transitum facit Diatoma interstitiale etiam isthmis instructa, diversum tantummodo frustillis rectangulis. 
Fabrica in hoc genere vere miranda. »
— Carl Adolph Agardh
Conspectus criticus diatomacearum, 1832
        
« XV. Isthmia.
Frustules obliques, isthmes cohérents.
Les Diatomées interstitielles, également munies d'isthmes, font une transition vers ce type, ne différant que par des frustules rectangulaires.
Un appareil vraiment incroyable dans cette catégorie.
 C. Agardh.
Revue critique des diatomées »
De fait les colonies que constituent ces diatomées forment des sortes d'isthme entre chaque cellule.

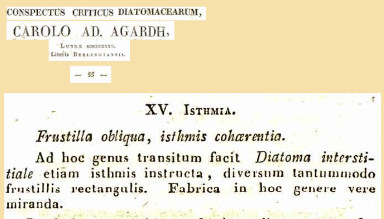
Le genre Isthmia d'après C.Agardh.
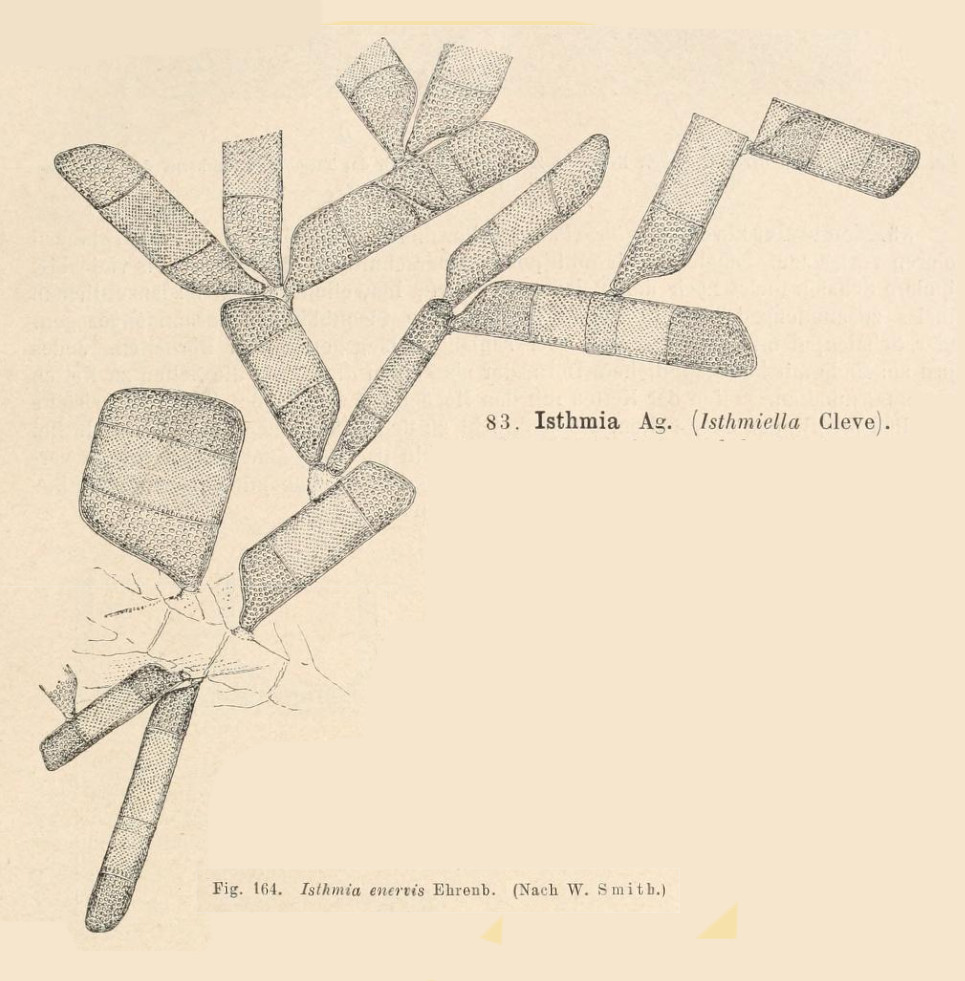
Colonie de Isthmia.

## Description
Le genre type Isthmia présente des cellules rhomboïdales ou trapézoïdales en vue de ceinture (girdle view) et attachées par des coussinets mucilagineux formant des colonies ramifiées complexes.
Les plastides sont discoïdes.
Les valves sont :
- ovales (bipolaires), sans distinction entre la face valvulaire et le manteau (mantle) ;
- hétéropolaires (un pôle est beaucoup plus élevé que l'autre) ;
- dotées d’un cadre siliceux massif plus ou moins uniformément développé à l'extérieur et à l'intérieur (chez l'espèce Isthmia enervis) ou ayant un cadre interne hypertrophié « en forme de poutre » (chez Isthmia nervosa).

Les frustules sont légèrement hétérovalves : une valve est en effet plus bulbeuse que l'autre, dotée d'un pseudocellus bien visible sur ce pôle.
Les aréoles (areola) ont un forme variant entre elliptique et polygonale ; elles contiennent des cribres (cibra) épais et complexes. De plus, de simples pores (porefield, porellus) pénètrent dans l'armature à divers endroits.
Il n'y a pas d'ouvertures de rimoportules évidentes à extérieur, mais des rimoportules bulbeuses et légèrement aplaties à l'intérieur peuvent être trouvées regroupées sur les valves.
Un grand pseudoseptum à rebord s'étend vers l'intérieur à partir du bord du manteau valvulaire (mantle) ; celui-ci est supporté par des entretoises issues de la surface de la valve.
Les copules (copula) sont complètes, avec des aréoles et des cribles (cribrum) plus petits que sur la valve.
L'intérieur de la valvocopule (valvocopula) forme un septum entretoisé qui s'accroche au pseudoseptum de la valve.
Adolf Engler et Karl Anton Eugen Prantl  précisent que « Les coquilles sont côtelées (Eu-Isthmia), ou non côtelées (Isthmiella Gleve). Pétiolées avec un court coussin de gelée sur la bosse pointue. Les cellules sont solitaires, mais souvent superposées irrégulièrement, formant des arbres ».
Note : le vocabulaire ci-dessus, spécifique aux diatomées (notamment les mots en italique), est explicité dans le glossaire anglophone cité en référence.

## Répartition
Isthmia est un organisme marin, épiphyte sur les macroalgues, par exemple sur les algues rouges (genres Ceramium, Polysiphonia, etc.).
Engler et Prantl identifient huit espèces d’Isthmia, marines et fossiles. Dont Isthmia enervis Ehrenb. (coquille sans côtes), forme la plus répandue dans l'Atlantique Nord et la Méditerranée ; Isthmia nervosa Kütz., coquille à côtes longitudinales, présente sur les côtes de la mer du Nord et de l'Atlantique Nord.

## Liste des genres
Selon AlgaeBase (10 août 2022) :
- Isthmia C.Agardh, 1832
- Isthmiella Cleve, 1873

## Systématique
Le nom correct complet (avec auteur) de ce taxon est Isthmiaceae Cleve, 1867,.
La famille des Isthmiaceae est rarement reconnue, en particulier World Register of Marine Species (23 février 2025) classe le genre Isthmia dans les Biddulphiaceae, et le genre Isthmiella dans les Bacillariophyceae.

### Publication originale
- (sv) P. T. Cleve, « Diatomaceer från Spetsbergen », Öfversigt af Kongl. Vetenskaps-Akademiens Förhandlingar, Stockholm, Inconnu, vol. 24,‎ 16 décembre 1867, p. 661-669 (ISSN 1100-4622, OCLC 6303212, lire en ligne).